# 中幸町
中幸町（なかさいわいちょう）は、神奈川県川崎市幸区の町名。現行行政地名は中幸町1丁目から中幸町4丁目。住居表示は未実施。

## 地理
幸区の南東部に位置し、北東に幸町、南東に堀川町、南に大宮町、西に南幸町、北西に都町、北に河原町と接している。

### 地価
住宅地の地価は2024年（令和6年）7月1日時点の神奈川県地価調査によれば中幸町1丁目56-5の地点で48万7000円/m²となっている。

## 歴史

### 沿革
- 1933年（昭和8年）4月 - 耕地整理により、南河原の一部（字乙居村耕地、丁居村耕地、戊大宮耕地）を分離し、中幸町1丁目から中幸町4丁目を新設。川崎市中幸町となる。
- 1972年（昭和47年）4月1日 - 川崎市が政令指定都市の制定に伴い、幸区が新設。川崎市幸区中幸町（1〜4丁目）となる[5][8]。

### 主な出来事
- 1958年（昭和33年）10月11日 - 新興製菓工場から出火。隣接する富士印刷工場にも延焼し、7棟を全焼する火災となった。死者9人、重傷者1人[9]。

## 世帯数と人口
2025年（令和7年）6月30日現在（川崎市発表）の世帯数と人口は以下の通りである。
| 丁目        | 世帯数    | 人口    |
| ----------- | --------- | ------- |
| 中幸町1丁目 | 1,003世帯 | 1,620人 |
| 中幸町2丁目 | 824世帯   | 1,332人 |
| 中幸町3丁目 | 1,460世帯 | 2,716人 |
| 中幸町4丁目 | 1,316世帯 | 1,865人 |
| 計          | 4,603世帯 | 7,533人 |

### 人口の変遷
国勢調査による人口の推移。
| 年                 | 人口  |
| ------------------ | ----- |
| 1995年（平成7年）  | 5,153 |
| 2000年（平成12年） | 5,279 |
| 2005年（平成17年） | 5,333 |
| 2010年（平成22年） | 6,478 |
| 2015年（平成27年） | 7,258 |
| 2020年（令和2年）  | 7,315 |

### 世帯数の変遷
国勢調査による世帯数の推移。
| 年                 | 世帯数 |
| ------------------ | ------ |
| 1995年（平成7年）  | 2,407  |
| 2000年（平成12年） | 2,582  |
| 2005年（平成17年） | 2,693  |
| 2010年（平成22年） | 3,634  |
| 2015年（平成27年） | 4,203  |
| 2020年（令和2年）  | 4,107  |

## 学区
市立小・中学校に通う場合、学区は以下の通りとなる（2025年4月時点）。
| 丁目        | 番・番地等 | 小学校             | 中学校               |
| ----------- | ---------- | ------------------ | -------------------- |
| 中幸町1丁目 | 全域       | 川崎市立幸町小学校 | 川崎市立南河原中学校 |
| 中幸町2丁目 | 全域       | 川崎市立幸町小学校 | 川崎市立南河原中学校 |
| 中幸町3丁目 | 全域       | 川崎市立幸町小学校 | 川崎市立南河原中学校 |
| 中幸町4丁目 | 全域       | 川崎市立幸町小学校 | 川崎市立南河原中学校 |

## 事業所
2021年（令和3年）現在の経済センサス調査による事業所数と従業員数は以下の通りである。
| 丁目        | 事業所数  | 従業員数 |
| ----------- | --------- | -------- |
| 中幸町1丁目 | 36事業所  | 163人    |
| 中幸町2丁目 | 29事業所  | 158人    |
| 中幸町3丁目 | 53事業所  | 345人    |
| 中幸町4丁目 | 92事業所  | 525人    |
| 計          | 210事業所 | 1,191人  |

### 事業者数の変遷
経済センサスによる事業所数の推移。
| 年                 | 事業者数 |
| ------------------ | -------- |
| 2016年（平成28年） | 216      |
| 2021年（令和3年）  | 210      |

### 従業員数の変遷
経済センサスによる従業員数の推移。
| 年                 | 従業員数 |
| ------------------ | -------- |
| 2016年（平成28年） | 1,108    |
| 2021年（令和3年）  | 1,191    |

## 施設
- 川崎市立幸町小学校
- 川崎市立南河原中学校

## その他

### 日本郵便
- 郵便番号 : 212-0012[3]（集配局 : 川崎港郵便局[20]）

### 警察
町内の警察の管轄区域は以下の通りである。
| 丁目        | 番・番地等 | 警察署   | 交番・駐在所   |
| ----------- | ---------- | -------- | -------------- |
| 中幸町1丁目 | 全域       | 幸警察署 | 幸町交番       |
| 中幸町2丁目 | 全域       | 幸警察署 | 幸町交番       |
| 中幸町3丁目 | 全域       | 幸警察署 | 川崎駅西口交番 |
| 中幸町4丁目 | 全域       | 幸警察署 | 川崎駅西口交番 |